# Nieumiałek w Słonecznym Mieście
Nieumiałek w Słonecznym Mieście, ros. Незнайка в Солнечном городе – druga część trylogii o przygodach skrzata Nieumiałka, Nikołaja Nosowa. 
Wydanie polskie - Nasza Księgarnia, 1962, tłumaczyła Janina Lewandowska. Istnieje radziecki serial animowany złożony z 10 części.